# Правда (Великотырновская область)
Правда (болг. Правда) — село в Болгарии. Находится в Великотырновской области, входит в общину Горна-Оряховица. Население составляет 564 человека (2022).

## Политическая ситуация
В местном кметстве Правда, в состав которого входит Правда, должность кмета (старосты) исполняет Николай Борисов Колев (независимый) по результатам выборов правления кметства.
Кмет (мэр) общины Горна-Оряховица — Йордан Стефанов Михтиев (Граждане за европейское развитие Болгарии (ГЕРБ)) по результатам выборов.